# Sopan Jaya
Sopan Jaya is een bestuurslaag in het regentschap Dharmasraya van de provincie West-Sumatra, Indonesië. Sopan Jaya telt 1808 inwoners (volkstelling 2010).